# 베짱이
베짱이는 메뚜기목 여치과의 육식성 곤충이다. 등에 갈색 줄무늬가 있다.
암컷의 산란관은 머리와 앞가슴의 길이를 합친 것보다 길고 칼 모양이며 직선이다. 머리로부터 앞가슴 판의 등쪽에 진한 갈색의 큰 무늬가 있다. 늦여름부터 가을까지 볼 수 있다. 수컷은 울음소리로 암컷에게 자신의 위치를 알리며, 앞날개를 이용하여 암컷을 유인하는 소리를 내는데, 이 소리가 마치 베짜는 소리와 같다 하여 베짱이라는 이름이 붙었다. 한국·중국·일본에 분포한다. 천적으로는 사마귀와 거미, 새 등이 있다.